# Antonio Medina García
Antonio Angel José Medina García (ur. 2 października 1919 w Barcelonie, zm. 31 października 2003 w Barcelonie) – hiszpański szachista, mistrz międzynarodowy od 1950 roku.

## Kariera szachowa
W szachy zaczął grać w wieku 14 lat. Od połowy lat 40. do połowy 70. XX wieku należał do ścisłej czołówki hiszpańskich szachistów. Wielokrotnie startował w finałach indywidualne mistrzostw Hiszpanii, zdobywając m.in. 7 złotych (1944, 1945, 1947, 1949, 1952, 1963, 1964) oraz 5 srebrnych (1946, 1950, 1966, 1967, 1973) medali. Trzykrotnie (1947, 1949, 1950) zwyciężał w mistrzostwach Katalonii. Był sześciokrotnym reprezentantem kraju na szachowych olimpiadach (w latach 1964–1976), na których zdobył 51 pkt w 95 partiach, jak również uczestnikiem drużynowych mistrzostw Europy (1970).
Pomiędzy 1953 a 1962 r. przebywał w Wenezueli, trzykrotnie (1955, 1956, 1958) zdobywając tytuły mistrza tego kraju. W 1954 r. zwyciężył w turnieju strefowym rozegranym w Caracas i zdobył awans do turnieju międzystrefowego w Göteborgu (1955), w którym podzielił (wspólnie z Janem Heine Donnerem i Bogdanem Śliwą) ostatnie miejsce.
Wielokrotnie startował w turniejach międzynarodowych, sukcesy odnoszą m.in. w:
- Gijon (1944, II m. za Aleksandrem Alechinem),
- Barcelonie (1946, dz. III m. za Miguelem Najdorfem i Danielem Yanofskim, wspólnie z Carlosem Guimardem),
- Mar del Placie (1948, III m. za Erichem Eliskasesem i Gideonem Stahlbergiem),
- Madrycie (1950, I m.),
- Lizbonie (1952, I m.),
- Hastings (1952/53, dz. I m. wspólnie z Harrym Golombkiem, Jonathanem Penrose i Danielem Yanofskim),
- San Antonio (1962, turniej U.S. Open Chess Championship, I m.),
- Maladze (1965, I m.),
- Olocie (1967, I m.),
- Amsterdamie (1967, turniej IBM-B, dz. II m. za Drazenem Maroviciem, wspólnie ze Stefano Tatai, Alexandrem Jongsmą i Ernő Gerebenem),
- Wijk aan Zee (1968, turniej Hoogovens-B, dz. I m. wspólnie ze Zbigniewem Dodą i Predragiem Ostojiciem),
- Berdze (1970, I m.),
- Lugano (1970, II m. za Alexandrem Prameshuberem).

W 1960 r. zwyciężył w turnieju szachów szybkich w Wenezueli, wygrywając wszystkie 9 partii, w tym z przyszłym mistrzem świata, Bobby Fischerem.
Według retrospektywnego systemu Chessmetrics, najwyższy ranking osiągnął w marcu 1950 r., z wynikiem 2609 punktów klasyfikowany był wówczas na 41. miejscu na świecie.